# 史提芬·屈臣
史提芬·屈臣（Stephen Watson，1973年4月4日—），生於英格蘭利物浦，已退役英格蘭足球運動員，司職中堅。

## 球員生涯
屈臣生於英格蘭利物浦，出身自利物浦青年軍，但他與其父都是超級愛華頓球迷，他在蘇格蘭球壇打滾多年，亦曾效力格拉斯哥流浪及聖美倫，及後他透過當時效力仍在甲組角逐的球隊二合球員洛迪引薦下，決定外闖，於1998年11月初來港加盟二合，而在1998至2001年間，屈臣協助球隊於高級組銀牌決賽擊敗快譯通奪得冠軍，直到2001年6月，一家四口離港加盟家鄉球會福爾柯克及巴特里，2001年後段還未夠29歲的屈臣，為了有更多時間和精力照顧女兒，決定宣告掛靴，投身特殊兒童託管工作。

## 家庭生活
屈臣於1999年12月4日與在香港邂逅的現任妻子，結婚翌年妻子為屈臣誕下兩人的女兒，惟女兒證實患有「脊髓露出體外癱瘓症」，至下肢未能正常發育，出入都要依靠輪椅，而初為人父的屈臣積極履行父親的責任，讓女兒可以有個健全兼不同體驗的人生，幸好女兒遺傳了父親樂天的性格，更於讀小學時已入讀資優班，直到2001年6月，屈臣與妻子及女兒加上繼子一家四口離港重返蘇格蘭，更曾安排女兒擔任愛華頓主場賽事的幸運童。

## 外部連結
- Player profile[永久]
- Soccerbase profile